# Peter Rauhofer
Peter Rauhofer (Vienna, 29 aprile 1965 – 7 maggio 2013) è stato un disc jockey e produttore discografico austriaco, divenuto famoso a fine anni '90 per aver remixato numerosi brani di svariati artisti.
Conosciuto anche come Club 69 e Size Queen, la sua popolarità è diventata molto forte negli Stati Uniti, dove è stato il DJ resident del Roxy e delle feste organizzate mensilmente dalla "Work".  Rauhofer ha trionfato ai Grammy Award del 2000 vincendo il premio "Best Remixer of the Year" per il suo remix Believe di Cher.
Fra gli artisti da lui remixati si possono citare i più famosi: Madonna, Pet Shop Boys, Whitney Houston, Jessica Simpson, Britney Spears, Christina Aguilera, Yōko Ono, Pink e Mariah Carey.
Nell'aprile 2013 il suo manager aveva reso noto che gli era stato diagnosticato un tumore cerebrale, al seguito del quale è scomparso in Austria il 7 maggio 2013 all'età di 48 anni.

## The Collaboration
The Collaboration è un progetto di musica dance creato dallo stesso Rauhofer. La prima pubblicazione fu Do It Properly, brano del 1999 prodotto con Victor Calderone e Deborah Cooper come cantante. La produzione che raccolse maggior successo, invece, fu quella con i Pet Shop Boys con Break 4 Love nel 2001, che centrò la prima posizione nella classifica dance americana.

## Brani remixati da Rauhofer
- 4 Minutes di Madonna e Justin Timberlake
- American Life di Madonna
- Apologize degli OneRepublic
- Beautiful di Christina Aguilera
- Bedtime Story di Madonna
- Believe di Cher
- Body di Funky Green Dogs
- Dance Naked di Aaron-Carl Ragland
- Don't Stop the Music di Rihanna
- Fascinated di Suzanne Palmer
- Fired Up di Funky Green Dogs
- Filthy Mind di Amanda Ghost
- Fire with Fire dei Scissor Sisters
- Five Fathoms dei Everything but the Girl
- Get It Together di Seal
- Get Together di Madonna
- Gimme More di Britney Spears
- Give Me Danger dei Dangerous Muse
- Greatest Love of All di Whitney Houston
- He Wasn't Man Enough di Toni Braxton
- Hide U di Suzanne Palmer
- How Would You Feel di David Morales
- I Didn't Know My Own Strength di Whitney Houston
- I Don't Know What You Want but I Can't Give It Any More dei Pet Shop Boys
- Impressive Instant di Madonna
- I Think I'm in Love with You di Jessica Simpson
- It's No Good dei Depeche Mode
- It's Not Right, But It's Okay di Whitney Houston
- Just a Little While di Janet Jackson
- Killer di Seal

- Looking For Love di Karen Ramírez
- Lose My Breath delle Destiny's Child
- Love That Man di Whitney Houston
- Maneater di Nelly Furtado
- Me Against the Music di Britney Spears e Madonna
- Miles Away di Madonna
- Mother and Father di Madonna
- Nasty Girl di Inaya Day
- Nobody Knows Me di Madonna
- Nothing Fails di Madonna
- Nothing Really Matters di Madonna
- Ooh La La dei Goldfrapp
- Relax dei Frankie Goes to Hollywood
- Say It Right di Nelly Furtado
- Say Somethin' di Mariah Carey
- She Wolf di Shakira
- Smalltown Boy dei Bronski Beat
- Strong Enough di Cher
- Surreal di Ayumi Hamasaki
- Take a Picture dei Filter
- Toxic di Britney Spears
- Turn It Up di Paris Hilton
- We Belong Together di Mariah Carey
- What About Us? di Brandy
- What Happens Tomorrow dei Duran Duran
- Wrong dei Depeche Mode
- Yang Yang di Yōko Ono